# Hymne de Cædmon
L'Hymne de Cædmon est un court poème allitératif en vieil anglais. Il s'agit d'une louange de Dieu le Créateur longue de neuf vers. Il est attribué à Cædmon, un serviteur illettré de l'abbaye de Whitby qui serait devenu un poète prolifique après avoir reçu l'inspiration divine. Cædmon ayant vécu dans la deuxième moitié du VIIe siècle selon Bède le Vénérable, cela fait de son Hymne l'un des plus anciens poèmes anglais connus.

## Histoire textuelle
L'Hymne n'est attesté que dans des manuscrits de l'Histoire ecclésiastique du peuple anglais de Bède le Vénérable, qui inclut le texte du poème dans son récit de la vie de Cædmon. Contrairement à la majorité des poèmes anglo-saxons, qui ne sont connus que par l'entremise d'une unique copie, l'Hymne apparaît dans vingt-et-une copies de l'œuvre de Bède, dont trois détruites ou gravement endommagées. Sa transmission est particulièrement complexe : il existe cinq variantes du texte en deux dialectes différents, northumbrien et saxon occidental.
Chacune de ces cinq variantes est connue par au moins trois manuscrits différents. La même expression apparaît ainsi sous les formes aelda barnum (northumbrien), ylda bearnum (saxon), eordu barnum (northumbrien), eorðan bearnum (saxon) et eorðe bearnum (saxon), les deux premières signifiant « enfants des hommes » et les trois dernières « enfants de la Terre ». Les plus anciennes versions connues du poème, qui figurent dans le Bède de Moore, (Bibliothèque de l'université de Cambridge Kk. 5. 16) et le Bède de Saint-Pétersbourg (Bibliothèque nationale russe, lat. Q. v. I. 18), deux manuscrits du milieu du VIIIe siècle, présentent la forme northumbrienne aelda barnum. Cela n'implique pas pour autant qu'il s'agissait de la forme originale du poème.

## Le texte
| Texte northumbrien | Texte saxon-occidental | Texte latin de Bède | Traduction du texte latin de Bède |
| --- | --- | --- | --- |
| Nu scylun hergan hefaenricaes uard, metudæs maecti, end his modgidanc, uerc uuldurfadur—sue he uundra gihuaes, eci dryctin, or astelidæ! He aerist scop aelda barnum heben til hrofe, haleg sceppend; tha middungeard, moncynnæs uard, eci dryctin, æfter tiadæ firum foldu, frea allmectig. | Nu sculon herigean heofonrices ƿeard, meotodes meahte, ond his modgeþanc, ƿeorc ƿuldorfæder—sƿa he ƿundra gehƿæs, ece drihten, or onstealde! He ærest sceop eorðan bearnum heofon to hrofe, halig scyppend; þa middangeard, moncynnes ƿeard, ece drihten, æfter teode firum foldan, frea ælmihtig. | Nunc laudare debemus auctorem regni caelestis, potentiam creatoris, et consilium illius facta Patris gloriae: quomodo ille, cum sit aeternus Deus, omnium miraculorum auctor exstitit; qui primo filiis hominum caelum pro culmine tecti dehinc terram custos humani generis omnipotens creavit. | Maintenant nous devons louer le Créateur du royaume céleste, la puissance du créateur et son conseil, les actes du Père de gloire. Comment Lui, le Dieu éternel, devint-Il l'auteur de tous ces miracles : d'abord, pour les enfants des hommes, Il disposa le ciel pour couvrir d'un toit leur maison ; après quoi, le tout-puissant Protecteur du genre humain créa la terre. |
| 1. 2. | | | |